# Vrčeň
Vrčeň (en allemand : Wertschen, précédemment : Wrčen) est une commune du district de Plzeň-Sud, dans la région de Plzeň, en République tchèque. Sa population s'élevait à 338 habitants en 2022.

## Géographie
Vrčeň se trouve à 4 km au nord-est du centre de Nepomuk, à 32 km au sud-est de Plzeň et à 87 km au sud-ouest de Prague.
La commune est limitée par Sedliště au nord, par Čížkov à l'est, par Čmelíny et Tojice au sud, et par Nepomuk, Klášter et Srby à l'ouest.

## Histoire
La première mention écrite de la localité date de 1189.

## Galerie

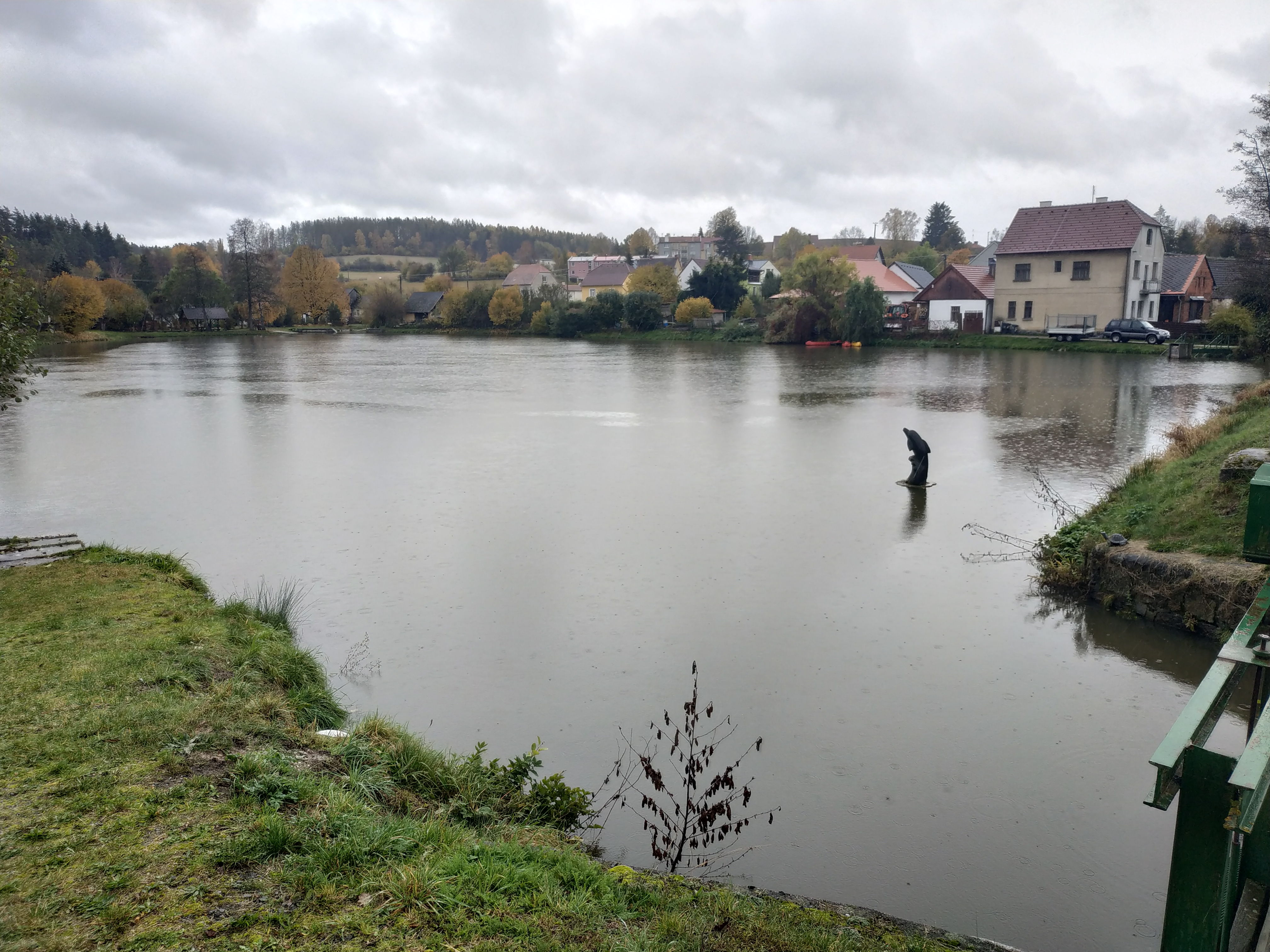
Étang d'Opatský.
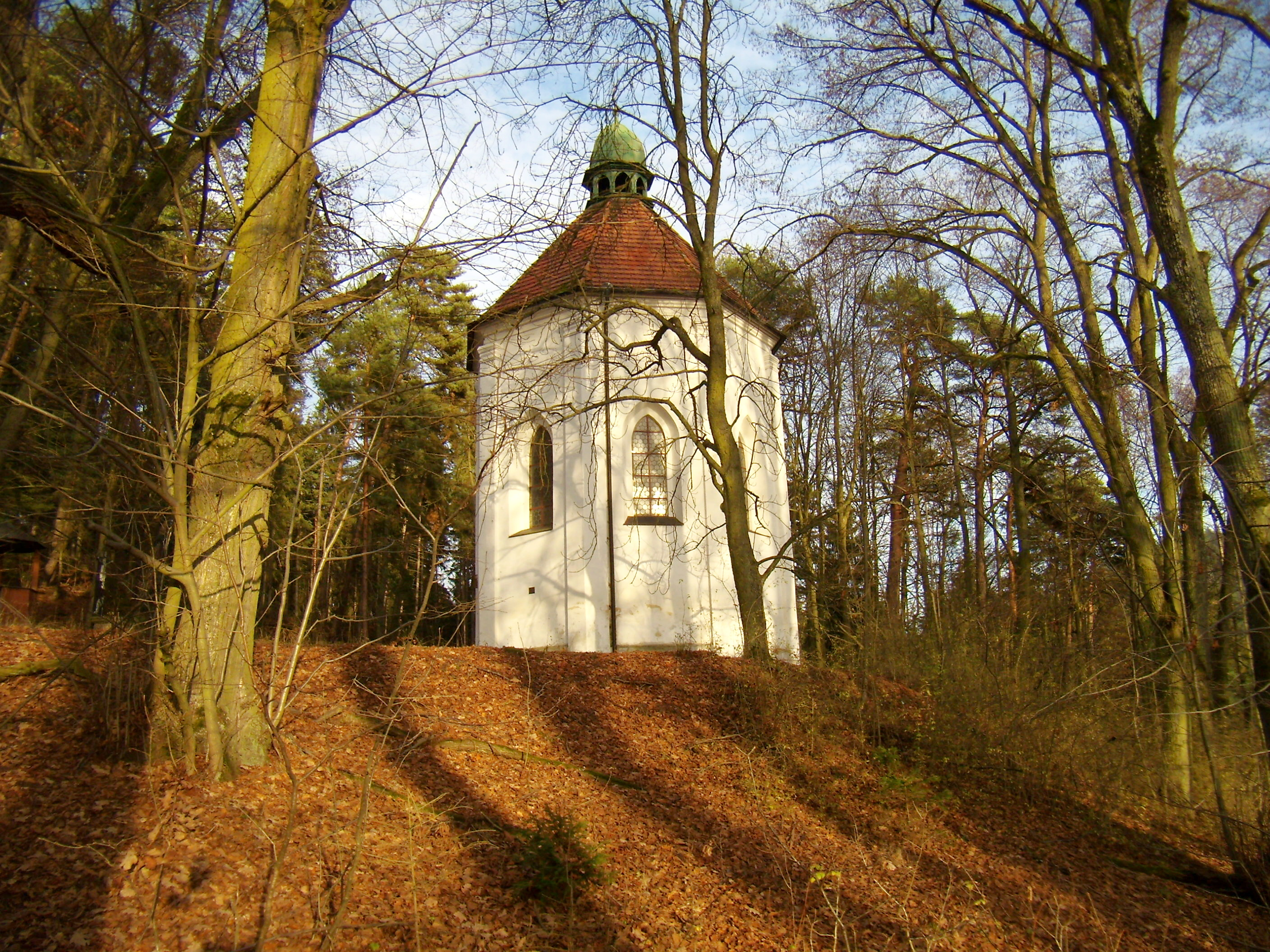
Chapelle à Vrčeň.

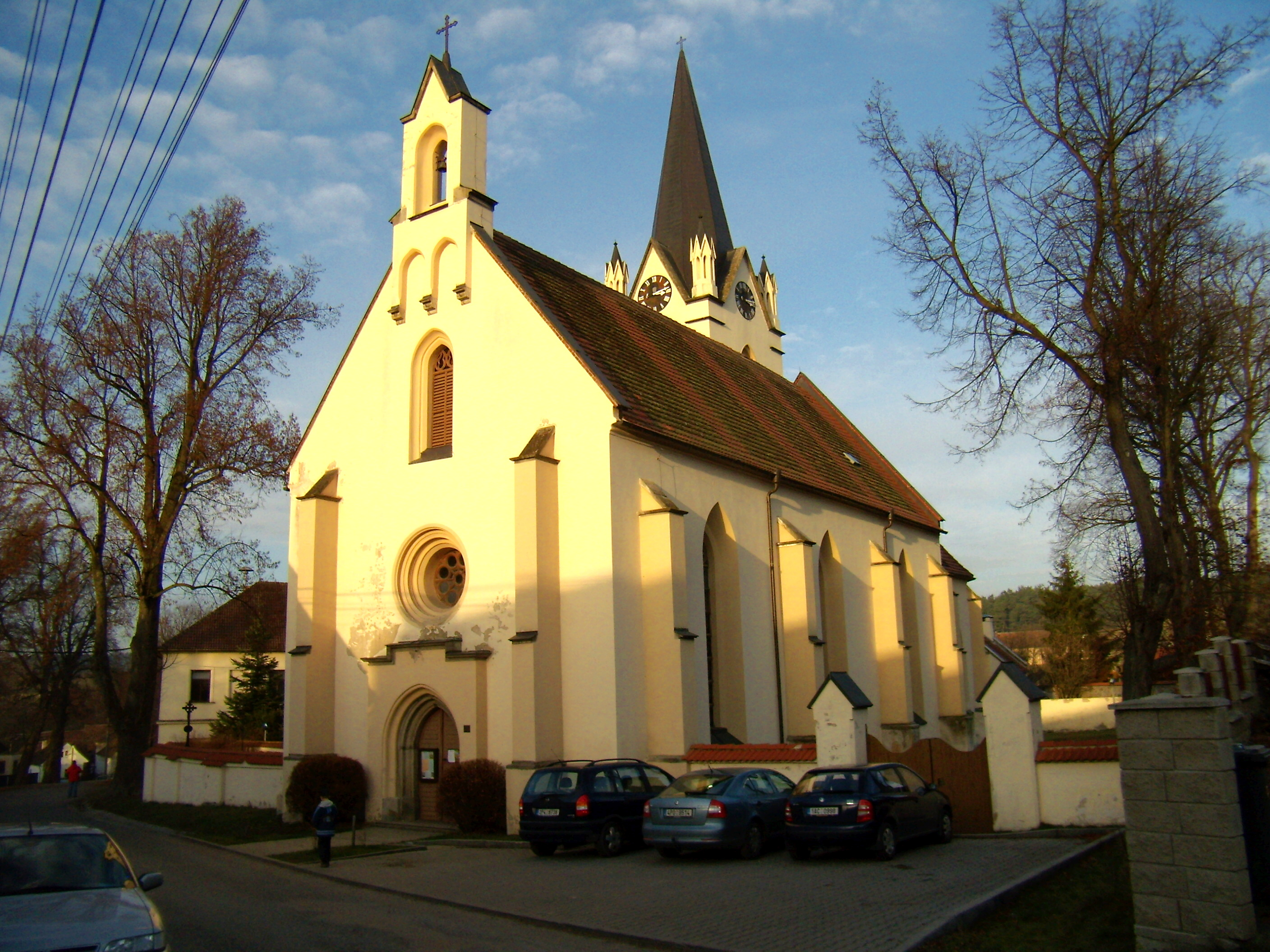
Église Saint Laurent.
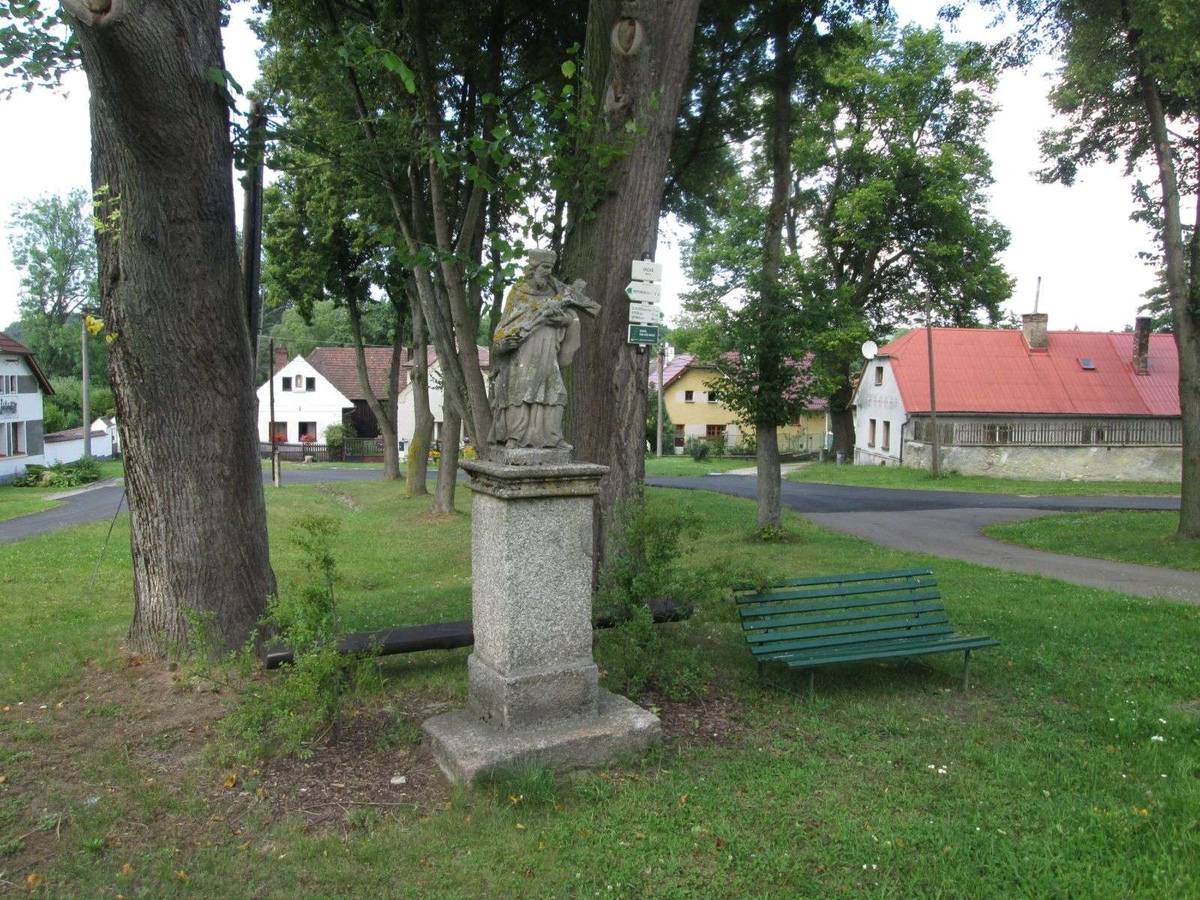
Statue de saint Jean Népomucène.

## Transports
Par la route, Vrčeň se trouve à 4 km de Nepomuk, à 38 km de Plzeň et à 101 km de Prague.